# Can Mimeri
Can Mimeri és una torre residencial del poble de Riells del Fai, en el terme municipal de Bigues i Riells, al Vallès Oriental. És a prop del veïnat de masies disperses de Can Quintanes.
Està situada a llevant de Riells del Fai, en el vessant meridional dels Cingles de Bertí i del seu contrafort sud-occidental, la Serra de Can Tabola. És al capdamunt i a ponent de la vall del torrent de Can Pagès. És la masia de més al sud-oest del veïnat de Can Quintanes; al seu nord-est es troba la masia de Can Barretó.